# Municipio de Brady (condado de Huntingdon)
El municipio de Brady (en inglés: Brady Township) es un municipio ubicado en el condado de Huntingdon en el estado estadounidense de Pensilvania. En el año 2000 tenía una población de 1.035 habitantes y una densidad poblacional de 12.7 personas por km².

## Geografía
El municipio de Brady se encuentra ubicado en las coordenadas 40°29′00″N 77°51′59″O / 40.48333, -77.86639.

## Demografía
Según la Oficina del Censo en 2000 los ingresos medios por hogar en la localidad eran de $28,750 y los ingresos medios por familia eran de $33,438. Los hombres tenían unos ingresos medios de $29,231 frente a los $26,250 para las mujeres. La renta per cápita de la localidad era de $13,292. Alrededor del 17,1% de la población estaba por debajo del umbral de pobreza.